# Cristianismo en Israel
El cristianismo es una de las principales religiones de Israel. Israel es considerado parte de la Tierra Santa según la tradición cristiana y posee algunos de los sitios más sagrados del cristianismo. De acuerdo a fuentes históricas y cristianas, Jesús vivió en la Judea histórica, específicamente en la ciudad de Nazaret, predicó en Galilea, fue crucificado, sepultado y resucitó en Jerusalén, por lo que Israel es considerada la Tierra Santa para los seguidores del cristianismo.
Según datos de la Oficina Central de Estadísticas de diciembre de 2011, el cristianismo es practicado por más de 170 000 ciudadanos israelíes (alrededor del 2 % de la población). Alrededor del 80 % de los cristianos de Israel son cristianos indígenas, el resto se distribuye entre los cristianos que llegaron a Israel desde la antigua Unión Soviética y Árabes convertidos al cristianismo. 
Las comunidades cristianas en Israel se dividen en cuatro grupos principales: Iglesias Ortodoxas Calcedonias, Iglesias Ortodoxas No Calcedonias, Iglesias Católicas (Latinas y Orientales), Iglesias Protestantes y Evangélicas. Unas 10 iglesias están oficialmente reconocidas y tienen sus propios tribunales con respecto a su estado personal. De los 133 000 cristianos indígenas, la mayoría, un 60 %, son fieles de la Iglesia católica greco-melquita, un 30 % de la Iglesia griega ortodoxa de Jerusalén, y el resto de las  Iglesia latina, con un pequeño número de maronitas, asirios y siríaca. También existen minorías de coptos y protestantes, así como unos 25 000 cristianos ortodoxos de la antigua Unión Soviética (ortodoxa rusa) y armenios. Un cierto número de israelíes también practican el judaísmo mesiánico, generalmente considerado una forma sincretista del cristianismo, con estimaciones de varios miles, pero el número exacto de tales no está disponible.
Una comunidad de 1000 cristianos coptos también existe en Israel, siendo registrado como «cristianos árabes», aunque su identidad esto es disputado. Los cristianos son uno de los grupos más educados de Israel. Maariv ha descrito al sector de los cristianos como «el más exitoso en el sistema educativo», ya que los cristianos israelitas rindieron mejor en términos de educación en comparación con cualquier otro grupo que recibió una educación en Israel. Entre estos, unos 25 000 son inmigrantes de la antigua Unión Soviética, que emigraron con parientes judíos debido a matrimonios mixtos; También se incluyen comunidades etnorreligiosas más pequeñas, entre ellas unos 7000 maronitas y 1000 asirios.
Existen aproximadamente 300 cristianos que se han convertido del Islam según una estimación de 2014, y la mayoría de ellos son parte de la Iglesia católica.
Diez iglesias cristianas son formalmente reconocidas bajo el sistema confesional de Israel de reconocer el sistema confesional, para la autorregulación y el reconocimiento estatal de las cuestiones de estatus, como el matrimonio y el divorcio: la Iglesia apostólica armenia, la Iglesia católica armenia, la Iglesia católica caldea, la Iglesia episcopal, la Iglesia ortodoxa griega, la Iglesia latina, la Iglesia greco-católica melquita, la Iglesia católica siríaca, la Iglesia católica maronita y la Iglesia ortodoxa siríaca. Sin embargo, la práctica de la religión es libre, sin restricciones en la práctica de otras denominaciones.

## Historia

### Antecedentes históricos e historia temprana

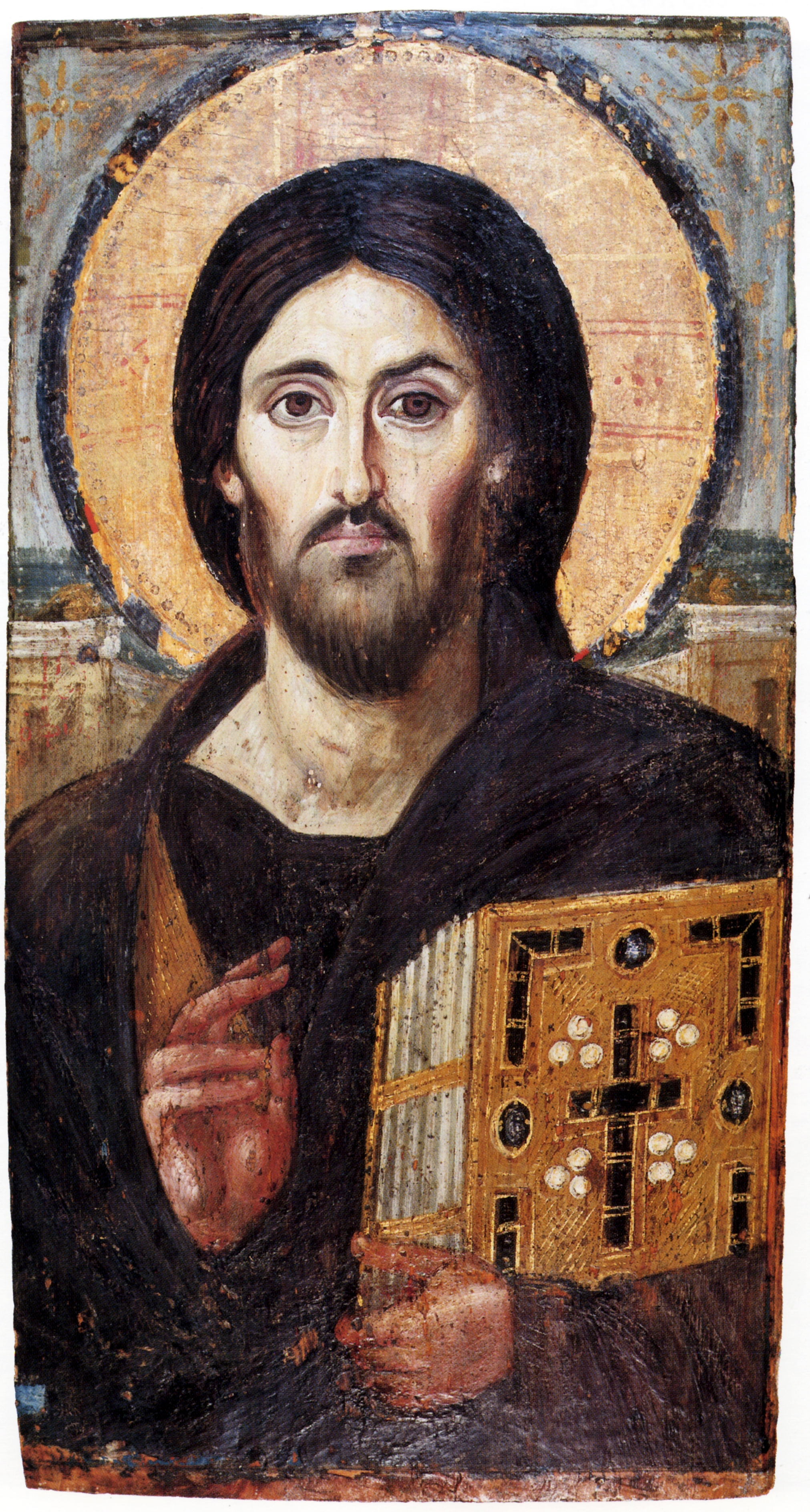
El ícono del cristo Pantocrator más antiguo que sobrevive, siglo. Monasterio de Santa Catarina.

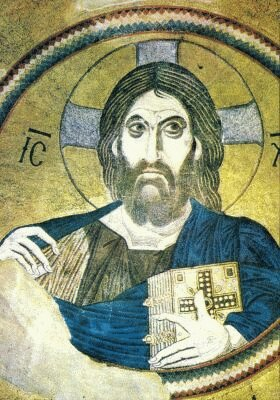
Imagen de Cristo del siglo tardío.

#### Período Romano (63 a.C.-324 d.C.)
Jesús o Jesucristo, la figura central del cristianismo y una de las más influyentes de la cultura occidental, vivió a comienzos del siglo I en las regiones de Galilea y Judea, y fue crucificado en Jerusalén en torno al año 30, bajo el gobierno de Poncio Pilato. En aquel tiempo, todavía no había una consciencia como cristiano porque la comunidad seguía siendo judía. Es decir, el cristianismo se correspondía como una secta judía.No obstante, en el año 50, los gentiles o los no judíos querían convertirse a la religión cristiana, pero el problema residía si ellos debían ser introducidos al judaísmo mediante el rito de la circuncisión, la Alianza que había establecido Dios con Abraham en el libro de Génesis 17(9-14). Entonces, es Santiago el Justo, hermano de Jesús, en poner una resolución al problema de los gentiles en el Concilio de Jerusalén, que también se lo conoce como el Decreto Apostólico, la cual dice: 
"Por tanto pienso que no hay que poner obstáculos a los paganos que se conviertan a Dios. Basta que se abstengan de contaminarse con los ídolos, de las uniones ilegales y de comer carne de animales estrangulados o sangre" ( Hechos de los Apóstoles: 15 (19-21)
Por otro lado, las principales influencias religiosas del cristianismo primitivo son el zoroastrismo y el gnosticismo. Es así, que las primeras comunidades cristianas en la Judea romana fueron Judíos mesiánicos de lengua aramea, así como romanos y griegos de lengua latina y griega, los cuales eran en gran parte los descendientes de inmigrantes de la región, entre ellos los canaanitas, arameos, Griegos y persas. Durante el siglo primero de nuestra era, hubo muchas sectas judías compitiendo en Tierra Santa, y las que se convirtieron en judaísmo rabínico y cristianismo proto-ortodoxo fueron solo dos de ellas. Según las escrituras cristianas, los cristianos fueron desde el principio sujetos a la persecución por parte de algunas autoridades religiosas judías y romanas, que no estaban de acuerdo con las enseñanzas de los apóstoles, lo que resultaría en la Separación del cristianismo primitivo del judaísmo.
Después de la muerte y resurrección de Jesucristo, la iglesia primitiva, al menos en Jerusalén y sus alrededores, siguió siendo judeocristiana hasta la reconstrucción de Jerusalén en el año 130 por Adriano como la ciudad romana de Aelia Capitolina. De acuerdo a Eusebio de Cesarea, hasta la Rebelión de Bar Kojba, los obispos de Jerusalén habían sido de origen judío.
Uno de los momentos más destacados del cristianismo, fue el año 313, momento en el que el Emperador romano Constantino I, mediante el edicto de Milán legaliza al cristianismo en el Imperio romano y por consiguiente en la provincia romana de Siria-Palestina.

#### Período Bizantino (324 -638)
Durante el período bizantino, en unas pocas décadas después de la decisión de Constantino de construir la iglesia del Santo Sepulcro en Jerusalén en el año 326, se identificaron docenas de lugares sagrados conectados con Jesús, sus discípulos y los eventos del Antiguo Testamento. Las iglesias y monasterios, en gran parte financiadas desde el extranjero por donaciones de emperadores o nobles, se construyeron en los lugares sagrados, lo que llevaría al aumento de peregrinos y a un auge económico y poblacional. El proceso de conversión al cristianismo en las ciudades fue rápido, y la mayoría de los habitantes ya habían adoptado el cristianismo durante el siglo IV. En las áreas rurales, como Galilea, el Golán y Samaria, la mayoría de la población seguiría siendo judía o samaritana, resistiendo todos los intentos de cristianización. Sin embargo, la influencia del cristianismo en las zonas rurales judías, samaritanas o politeístas Greco-Romanos, donde la población asimilaba las innovaciones sociológicas, tecnológicas y religiosas a un ritmo mucho más lento, causaría una cristianización en una etapa mucho más tardía. El principal período de logros para la iglesia cristiana en el área del actual Israel, fue el siglo VI, cuando se construyeron la mayoría de las iglesias comunitarias en áreas como Judea, Galilea occidental, el Neguev y otras, y la mayoría de la población greco-romana se convertiría al cristianismo. Al contrario de otros grupos de cristianos orientales como la gran comunidad de asirios nestorianos, la gran mayoría de los cristianos de Judea pasó bajo la jurisdicción eclesiástica del patriarcado ecuménico de Constantinopla y de los emperadores romanos después del Concilio de Calcedonia en el año 451 dC (que sería parte de la Iglesia Ortodoxa después del Gran Cisma), y fueron conocidos por otros cristianos sirios como melquitas o seguidores del rey. Los melquitas se helenizarían rápidamente en los siglos posteriores, abandonando sus distintivas lenguas arameas occidentales en favor del griego. En el siglo VII, Jerusalén y la Palestina bizantina se convertirían en el epicentro de la cultura griega en Oriente.

Cruz de Jerusalén

#### Edad Media
Tras la colonización musulmana del Levante en la batalla de Yarmouk, Tierra Santa se integraría en la provincia de Siria. El ejército árabe musulmán atacó Jerusalén, retenida por los romanos bizantinos, en noviembre de 636. Durante cuatro meses continuó el sitio. En última instancia, el patriarca ortodoxo de Jerusalén, Sofronio, aceptó entregar Jerusalén al Califa Umar en persona. Los musulmanas impondrían la Sharia en la región y la población cristiana sería forzada a pagar la Yizia, un impuesto a pagar por los infieles conquistados para preservar su fe y pasarían a un estado de semiesclavitud llamado «dhimmi». Los que no pagaban el impuesto tenían la opción de convertirse al islam, decapitación o ser vendidos como esclavos. Según el historiador James William Parkes, durante el primer siglo después de la conquista musulmana (640-740), el califa y los gobernadores de Siria y Tierra Santa gobernaron enteramente sobre súbditos cristianos y judíos. Afirma además que, aparte de los beduinos en los primeros días, los únicos árabes al oeste del Jordán eran las guarniciones. El islam se convirtió en la religión mayoritaria en Siria-Palestina en el siglo IX, con la aculturación de los locales en la identidad árabe y con la imposición del árabe como lengua franca. La población indígena que hablaba griego o arameo-siríaco, se vio forzada a adoptar el idioma árabe y la cultura asociada con él. Los melquitas comenzarían a abandonar paulatinamente el griego por el árabe, un proceso que los convertiría en los cristianos más arabizados del Levante.
A pesar de la persecución, la población cristiana y judía seguirían siendo mayoritarias en ciudades como Jerusalén, hasta la aprobación del Edicto de al-Hakim por el califato fatimí en el año 1021, según el cual a todos los judíos y cristianos en el reino fatimí que gobernaban el sur de Levante se les ordenó convertirse al islam o ser deportados. Este edicto, junto con las conversiones forzadas al islam impuestas por el rebelde ibn Firāsa. contribuiría a una rápida disminución, sin precedentes previos no solo de la población cristiana, sino también de otras comunidades como la samaritana, que disminuiría de desde casi un millón y medio en los últimos tiempos romanos (bizantinos) a 146 personas al final de la era otomana. Al-Hakim, no sólo hizo la vida de los dhimmi más difícil, también ordenó la destrucción de todas las iglesias cristianas, incluidas la del Santo Sepulcro.

##### Estados Cruzados
En 1071, el ejército bizantino fue derrotado por los turcos selyúcidas musulmanes en la Batalla de Manzikert, lo que resultó en la pérdida de la mayor parte de Asia Menor. La situación era una seria amenaza para el futuro del Imperio Bizantino Ortodoxo Oriental. El emperador envió un pedido al Papa en Roma para enviar ayuda militar para restaurar los territorios perdidos al gobierno cristiano. El resultado fue una serie de campañas militares de Europa occidental en el Mediterráneo oriental, conocidas como las Cruzadas. Con las constantes razias y el avance islámico con la consecuente destrucción de la Europa cristiana por el Imperio musulmán, así como el dominio de los lugares más sagrados del cristianismo por los musulmanes, llevaron a la Iglesia católica y los cristianos europeos a tomar la decisión de defenderla y recuperar los territorios cristianos colonizados por los musulmanes en Tierra Santa. En 1099, los cristianos lanzaron la Primera Cruzada con el objetivo de recuperar el control de Jerusalén del Imperio Islámico y ayudar al Imperio bizantino a luchar contra la yihad islámica de los turcos selyúcidas. Durante la campaña, los cruzados lanzaron un ataque contra la ciudad de Jerusalén, la capturaron en julio de 1099, y establecieron el primer Reino Cristiano de Jerusalén.
En 1291, las fuerzas del sultán mameluco de Egipto al-Ashraf Khalil forzaron un largo asedio sobre la ciudad de Acre, que era la última tierra cristiana en Tierra Santa. Los mamelucos capturaron la ciudad el 18 de mayo de 1291, matando a la mayoría de los habitantes locales cristianos, poniendo así fin al segundo Reino de los cruzados de Jerusalén. A fines del siglo XV, la población de Jerusalén ascendía a aproximadamente 10 000, en su mayoría musulmanes, con aproximadamente 1000 cristianos y 400 judíos.
La mayoría de los actuales cristianos israelitas tienen ancestros que se remontan a los primeros seguidores de Cristo. Sus ancestros incluyen romanos, bizantinos, fenicios, canaanitas y cruzados. Sus principales ciudades santas, como es el caso de Jerusalén, Belén y Nazaret, se encuentran en Israel.

### Historia moderna
Actualmente, la población cristiana de la región es escasa, en comparación con los musulmanes y los judíos. Esto se debe principalmente a que el islam desplazó forzosamente al cristianismo por todo Oriente Medio a través de persecución directa, impuestos (yizia) o semi-esclavitud (dhimmi). El surgimiento del sionismo moderno y el establecimiento del Estado de Israel ha visto a millones de judíos emigrar a Israel, disminuyendo la proporción de cristianos respecto a la población total.
La población cristiana en Israel ha aumentado perceptiblemente con la inmigración de muchas familias mezcladas de la ex Unión Soviética (1989-finales de los 90) y por la afluencia de unos 10 000 maronitas cristianos de Líbano en 2000. Recientemente un nuevo aumento en el cristianismo llegó con la inmigración de muchos trabajadores extranjeros y solicitantes de asilo, algunos de origen cristiano (por ejemplo de Filipinas y Sudán del Sur). Como resultado, se han abierto numerosas iglesias en Tel Aviv.

## Estudios genéticos
En un estudio genético poblacional del cromosoma Y en 44 israelíes cristianos, así como de cristianos palestinos del Área de la Autoridad Palestina, demostró diferencias significativas entre la población cristiana y musulmana. La mayoría de los cristianos palestinos (31,82 %) poseen el haplogrupo  canaanita E1b1b, seguido por G2a (11,36 %), originario del Cáucaso y común entre los armenios y georgianos y sólo un (9,09 %), posee el haplogrupo semita J1, común entre las poblaciones árabes y judías sefardíes. Se desconoce el impacto de haplogrupos indoeuropeos en la población cristiana, pero estudios en la población musulmana muestran una prevalencia de 16,1 %, específicamente del haplogrubpo R1b con un 8,4 %, R1a con un 1,4 % e I con un 6,3 %, aunque podría ser mucho mayor como se ha demostrado en la población cristiana libanesa. No existen estudios científicos en cromosomas autosómicos en la población cristiana de Israel, pero si existen proyectos de familias cristianas que demuestran que la población cristiana actual de tierra santa desciende principalmente de poblaciones mediterráneas, con un 67 % (samaritanos, judíos de Medio Oriente, arameos, fenicios, chipriotas, griegos, italianos, drusos y libaneses). Llama la atención el alto porcentaje del elemento Italiano/Griego, que representa alrededor del 25 % del genoma de los cristianos de Tierra Santa, superior al elemento árabe que representa el 10-15 %, este último probablemente con un origen en las tribus Ghassanidas. Un 24 % del genoma procede del Cáucaso y del Levante del Norte, un 3-7 % del norte de Europa

## Afiliaciones

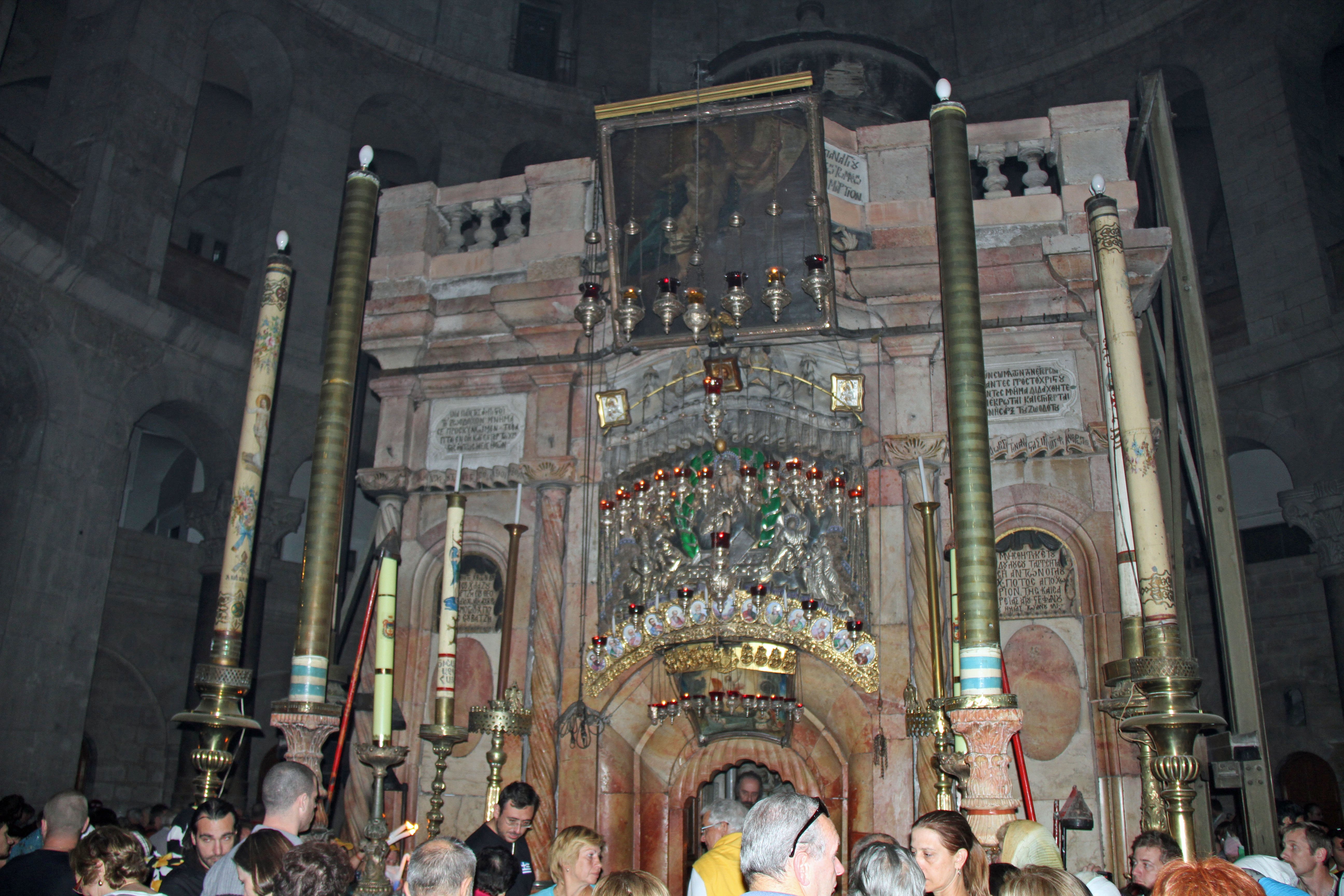
La Iglesia del Santo Sepulcro en Jerusalén, considerada como el lugar donde Jesucristo fue crucificado, sepultado y resucitado por la Iglesia católica y la Iglesia ortodoxa.

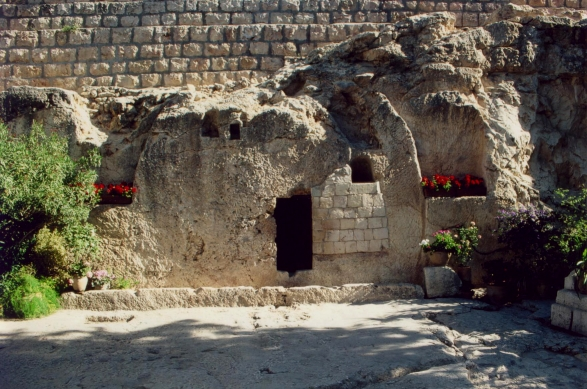
La Tumba del jardín en Jerusalén, considerada como el lugar donde Jesucristo fue crucificado, sepultado y resucitado por los protestantes y evangélicos.

A diciembre de 2013, alrededor de 161 000 ciudadanos israelíes practicaban el cristianismo, que en conjunto comprendía alrededor del 2 % de la población total. El grupo más grande se compone de melquitas (alrededor del 60 % de los cristianos de Israel), seguido por los ortodoxos griegos (alrededor del 30 %), con el resto ca. 10 % de propagación entre las denominaciones católica latina, maronita, anglicana, luterana, armenia, siríaca, etíope, bautista copta y otras.

### Iglesia católica
Seis de las iglesias particulares de la Iglesia católica están presentes en Israel: la Iglesia latina (mayoritaria en todo el mundo, pero no en Israel), la Iglesia católica armenia, la Iglesia católica caldea, la Iglesia greco-católica melquita, la Iglesia católica siria y la Iglesia católica maronita. El 60 % de los cristianos en Israel son melquitas.

### Ortodoxa Oriental

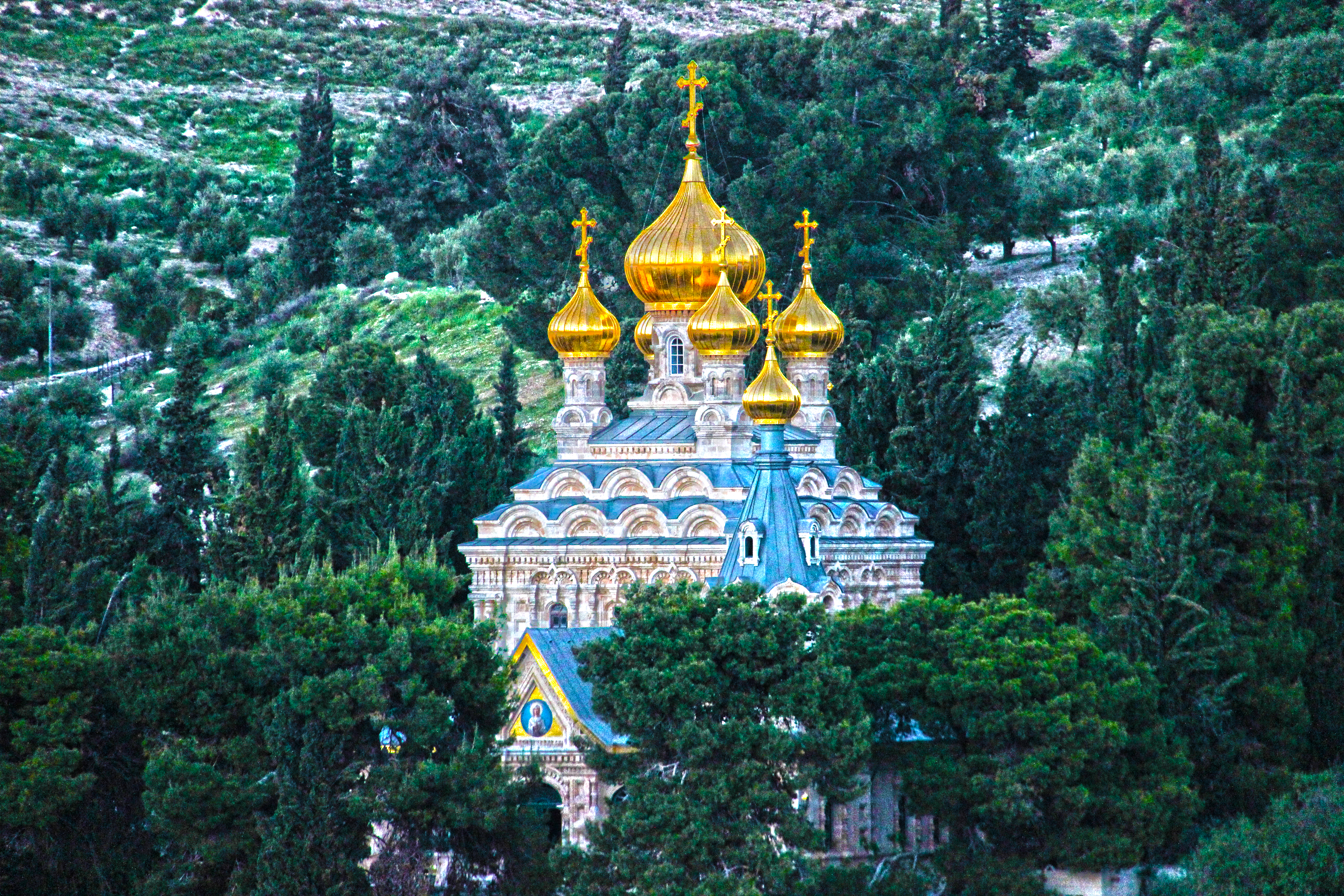
Iglesia Ortodoxa de María Magdalena en Jerusalén.

Una gran parte de los cristianos en Israel pertenecen a las ramas de las iglesias ortodoxas orientales supervisar una variedad de iglesias, monasterios, seminarios e instituciones religiosas en todo el país, sobre todo en Jerusalén. Lo más notable es la Iglesia Ortodoxa Griega de Jerusalén y en menor grado la Iglesia Ortodoxa Griega de Antioquía.

### Protestantes
Ha habido una pequeña comunidad protestante en Israel desde la fundación del estado en 1948, que son árabes cristianos que habían cambiado su afiliación religiosa a enseñanzas protestantes o residentes europeos que se trasladaban a la zona.
La Iglesia Episcopal en Jerusalén y Oriente Medio es una provincia de la Comunión Anglicana. La sede del obispo anglicano en Jerusalén es la catedral de San Jorge, Jerusalén. Otras iglesias episcopales prominentes en Israel incluyen la iglesia de Cristo, Jerusalén, construida en 1849, que está dentro de la puerta de Jaffa de la vieja ciudad de Jerusalén, y de la iglesia de Cristo, Nazareth, construida en 1871, ambos construidos durante el período del Imperio Otomano.
La Asociación de Iglesias Bautistas de Israel fue fundada en 1965 por varias iglesias.

### Cristianos judíos
Los judíos cristianos no son considerados judíos auténticos según la Ley de Retorno de Israel (véase Oswald Rufeisen).

### Movimiento cristiano hebreo
El movimiento cristiano hebreo de los siglos 19 y principios del siglo XX consistió en los judíos que se convirtieron al cristianismo como resultado de la actividad misionera protestante. Fue incorporado en el movimiento judío mesiánico paralelo posterior en los últimos años 60.

### Judíos mesiánicos
Hay unos 10 000 judíos mesiáticos en el Estado de Israel, tanto judíos como otros no israelíes árabes, muchos de los cuales son expatriados o inmigrantes de la antigua Unión Soviética.
El 23 de febrero de 2007, Israel Channel 2 News publicó un documental sobre el creciente número de judíos mesiánicos en Israel.

## Demografía
Censo de Palestina (1922)
Censo de Palestina (1931)
Estadísticas municipales de Palestina (1945)

## Centros de población cristiana
La mayoría de la población cristiana en Israel se encuentra en la zona central y norte de Israel. 
| Fila | Ciudad         | Población | Población cristiana (2015) | % Cristianos (2015) | Distrito              |
| ---- | -------------- | --------- | -------------------------- | ------------------- | --------------------- |
| 1    | Nazaret        | 75 726    | 22 400                     | 29,9                | Norte                 |
| 2    | Haifa          | 278 903   | 14 400                     | 5,4                 | Distrito de Haifa     |
| 3    | Jerusalén      | 760 800   | 11 700                     | 1,5                 | Distrito de Jerusalén |
| 4    | Shefa-'Amr     | 40 017    | 9400                       | 25,2                | Norte                 |
| 5    | Tel Aviv       | 426 138   | 6100                       | 0,8                 | Distrito de Tel Aviv  |
| 6    | I'billin       | 12 691    | 5100                       | 43                  | Norte                 |
| 7    | Kfar Yossef    | 9587      | 4700                       | 52,1                | Norte                 |
| 8    | Nazareth Illit | 40 198    | 4600                       | 14,4                | Norte                 |

| Fila | Ciudad           | Población | Población cristiana (2014) | % Cristianos (2014) | Distrito                  |
| ---- | ---------------- | --------- | -------------------------- | ------------------- | ------------------------- |
| 1    | Mi'ilya          | 3208      | 3208                       | 100                 | Norte                     |
| 2    | Fassuta          | 3026      | 3026                       | 100                 | Norte                     |
| 3    | Eilabun          | 5558      | 3919                       | 70,5                | Norte                     |
| 4    | Gush Halav       | 3078      | 1983                       | 64,4                | Norte                     |
| 5    | Kfar Yossef      | 9587      | 4995                       | 52,1                | Norte                     |
| 6    | Rama             | 7433      | 3754                       | 50,5                | Norte                     |
| 7    | I'billin         | 12 691    | 5100                       | 43                  | Norte                     |
| 8    | Nazaret          | 75 726    | 22 400                     | 29,9                | Norte                     |
| 9    | Shefa-'Amr       | 40 017    |                            | 25,2                | Norte                     |
| 10   | Peqi'in          | 5658      | 1160                       | 20,7                | Norte                     |
| 11   | Maghar           | 21 650    |                            | 20,9                | Norte                     |
| 12   | Yafa of Nazareth | 18 234    |                            | 19,3                | Norte                     |
| 13   | Abu Snan         | 13 358    | 2000                       | 15,8                | Norte                     |
| 14   | Reineh           | 18 475    | 2930                       | 16,1                | Norte                     |
| 2    | Bi'ina           | 7918      | 585                        | 7,5                 | Norte                     |
| 4    | Ma'alot-Tarshiha | 40 017    | 2000                       | 9,72                | Norte                     |
| 5    | Jadeidi-Makr     | 20 078    | 1477                       | 7,5                 | Norte                     |
| 7    | Horfeis          | 6077      | 350                        | 3,2                 | Norte                     |
| 7    | Deir Hanna       | 9831      | 970                        | 10,1                | Norte                     |
| 9    | Ramla            | 73 686    | 3200                       | 4,4                 | Distrito Central (Israel) |

### Educación
Según el estudio «¿Son los cristianos los nuevos judíos israelíes? Reflexiones sobre el nivel educativo de los cristianos en Israel» por Hanna David de la Universidad de Tel Aviv, uno de los factores por los que los cristianos son el segmento más educado de la población de Israel es el alto nivel de las instituciones educativas cristianas. Las escuelas cristianas en Israel están entre las mejores escuelas del país, y mientras esas escuelas representan sólo el 4 % del sector escolar no-judío, aproximadamente el 34 % de los estudiantes universitarios árabes vienen de escuelas cristianas, y cerca del 87 % de los árabes israelíes del sector de alta tecnología se han educado en escuelas cristianas. Un artículo de Maariv de 2011 describió el sector cristiano como «el más exitoso en el sistema educativo», una opinión apoyada por otros que señalan que los cristianos se desempeñaron mejor en términos de educación en comparación con cualquier otro grupo que recibió una educación en Israel.

### Educación secundaria y exámenes de la matrícula
La Oficina Central de Estadísticas de Israel señaló que, al tener en cuenta los datos registrados a lo largo de los años, los cristianos obtuvieron los mejores resultados en cuanto a educación en comparación con cualquier otro grupo que recibía educación en Israel. En 2012, los cristianos tuvieron las más altas tasas de éxito en los exámenes de matriculación, es decir, el 69 %, tanto en comparación con los musulmanes y los drusos (50 % y 64 % respectivamente), como con los estudiantes del conjunto de las distintas ramas hebreas (de mayoría judía, 61 %).

### Educación superior
Los cristianos son uno de los grupos más educados en Israel. Estadísticamente, los cristianos en Israel tienen las tasas más altas de logros educativos entre todas las comunidades religiosas, según un dato de la Oficina Central de Estadísticas de Israel en 2010, el 63 % de los cristianos han tenido educación universitaria o de posgrado, la más alta de cualquier grupo religioso. A pesar de que los cristianos sólo representan el 2,1 % del total de la población israelí, en 2014 representaron el 17,0 % de los estudiantes universitarios del país y el 14,4 % de sus estudiantes universitarios. El porcentaje de mujeres cristianas que están recibiendo educación superior es también más alto que el de otros grupos. Hay más cristianos que han alcanzado una licenciatura o grados académicos más altos que la población israelí media.
La tasa de estudiantes que estudian en el campo de la medicina fue mayor entre los estudiantes cristianos que la de todos los demás sectores.
En 2013, los estudiantes cristianos también estuvieron a la vanguardia en términos de elegibilidad a educación superior, ya que los estudiantes cristianos tenían las tasas más altas de recibir puntuaciones de la Prueba de Entrada Psicométrica que los elegían para ser aceptados en las universidades, datos de la Central de Israel Oficina de Estadísticas muestran que el 61 % de los cristianos eran elegibles para los estudios universitarios, en comparación con el 50 % de los judíos, el 45 % de los drusos y el 35 % de los estudiantes musulmanes.

## Religiosidad
Los cristianos en Israel, en general, son más religiosos que los judíos y drusos israelíes, por ejemplo, cerca de (57 %) de los cristianos en Israel dicen que la religión es muy importante en sus vidas. Un tercio de los cristianos dice que oran diariamente (34 %) y aproximadamente (38 %) informan que van a la iglesia por lo menos una vez a la semana. Los cristianos israelíes también son más propensos que los judíos y los drusos a participar en los cultos semanales. Casi (94 %) de los cristianos israelíes creen en Dios, incluyendo (79 %) que dicen estar absolutamente seguros.

### Creencias y prácticas
La mayoría de los cristianos también dijo que tienen iconos de santos u otras figuras sagradas en su hogar (81 %) y que han sido ungidos con aceite sagrado (83 %). Según la encuesta de Pew Research Center 2015, encontró una mayoría de cristianos israelíes (89 %), dicen que la Biblia es la palabra de Dios, esto incluye el 65 % que dicen que la Biblia debe ser tomada literalmente. 33 % de los cristianos creen que Jesús volverá durante su vida, que era similar a la cantidad de musulmanes que sostuvieron esa creencia (33 %). Cuando se encuestó en 2015, la mayoría de los cristianos no se sentían cómodos con que su hijo se casara fuera de la fe.

## Identidad
Los cristianos en Israel (97 %) son más propensos que los judíos, musulmanes y drusos a decir que están orgullosos de su identidad. En general, aproximadamente (89 %) de ellos dicen tener un fuerte sentido de pertenencia a la comunidad cristiana. Alrededor del 66 % de los cristianos en Israel dicen que tienen una responsabilidad especial de ayudar a los miembros de su grupo religioso que están en necesidad alrededor del mundo.
La naturaleza de la identidad cristiana varía también entre los cristianos. Los cristianos en Israel están divididos en partes iguales entre aquellos que dicen que su identidad es principalmente una cuestión de religión (31 %), los que dicen ser cristianos son principalmente ascendencia y / o cultura (34 %) y aquellos que dicen su identidad Se caracteriza por una combinación de religión y ascendencia / cultura (34 %).

### Identidad aramea
En septiembre de 2014, el ministro del interior Gideon Sa'ar ordenó a la Autoridad de Población, Inmigración y Fronteras que reconociera a los arameos como una etnia separada de los árabes israelíes, convirtiendo de esta forma a Israel en el primer y único país del mundo en reconocer oficialmente a los arameos como una comunidad moderna. Bajo la dirección del Ministerio del Interior, las personas nacidas en familias o clanes cristianos que tengan herencia cultural aramea o maronita en su familia pueden registrarse como arameos. Antes de esta decisión se pensaba que unas 200 familias cristianas eran elegibles. Según un artículo de Israel Hayom del 9 de agosto de 2013, en ese momento se estimaba que 10 500 personas eran elegibles para recibir el estatus étnico arameo según la nueva regulación, incluidos 10 000 maronitas (que incluían a 2000 exmiembros del SLA) y 500 católicos siríacos.
La primera persona en recibir el estatus étnico "arameo" en Israel fue un niño de 2 años llamado Yaakov Halul en Gush Halav el 20 de octubre de 2014.
Otro hito en el reconocimiento de la minoría aramea como una cultura distinta en Israel lo marcó la Corte Suprema de Israel en 2019, que dictaminó que la minoría aramea podía elegir la educación judía o árabe, en lugar de hacer que los niños con identidad aramea fueran designados automáticamente a escuelas de lengua árabe.
Muchos académicos israelíes abogan por el reconocimiento de la identidad aramea y han pedido al gobierno de Israel que promueva la conciencia sobre este tema sobre la base del principio internacional de autodeterminación étnica propugnado por los 14 puntos de Wilson. Uno de los más acérrimos defensores del reconocimiento de la identidad aramea es Gabriel Naddaf, uno de los líderes de los cristianos en Israel. Abogó en nombre de sus seguidores arameos y agradeció la decisión del Ministerio del Interior como una "medida histórica".